# 维奥丽卡·维斯科波莱亚努
维奥丽卡·维斯科波莱亚努（羅馬尼亞語：Viorica Viscopoleanu，1939年8月8日—），旧姓贝尔梅加（Belmega），罗马尼亚女子田径运动员。她曾代表罗马尼亚参加1964年、1968年和1972年夏季奥林匹克运动会田径比赛，其中1968年奥运会获得一枚金牌。